# Vörösarcú kárókatona
A vörösarcú kárókatona vagy más néven vörösarcú kormorán (Phalacrocorax urile) a madarak (Aves) osztályának a szulaalakúak (Suliformes) rendjébe, ezen belül a kárókatonafélék (Phalacrocoracidae) családjába tartozó faj.

## Előfordulása
Az Amerikai Egyesült Államok területén honos. Az északi félteke lakója.
|  |